# Stätten der Kultur
Stätten der Kultur ist laut ihrem Untertitel „eine Sammlung künstlerisch ausgestatteter Städte-Monographien“. Die Buchreihe bzw. Zeitschrift mit Einzeldarstellungen verschiedener Stätten erschien von Band 1 im Jahr 1907 bis mindestens zur Ausgabe 37 um das Jahr 1929. Herausgeber der Schriftenreihe war der Kunsthistoriker und Verleger Georg Biermann, verlegt wurde die Reihe in der Verlagsbuchhandlung Klinkhardt & Biermann in Leipzig. Für den von Victor Curt Habicht bearbeiteten und um 1914 publizierten Band 33 über die – damals noch vorhandenen – Kulturdenkmäler der Stadt Hannover erfolgte „Satz und Druck des Bandes in Unger-Fraktur, sowie Ausfertigung der Klischees von der Kunstanstalt Julius Klinkhardt in Leipzig.“
In Band 33, der wie alle Bände sowohl geheftet, gebunden oder in Leder gebunden erschien, wurde eine Rezension der Schriftenreihe durch die Leipziger Illustrirte Zeitung wie folgt zitiert: „Durch die Gründlichkeit und Gediegenheit des Inhalts, die geschmackvolle, fesselnde und anmutige Form der Darstellung, sowie durch die Schönheit und Mannigfaltigkeit der Abbildungen werden sich die Stätten der Kultur bei allen Gebildeten als die besten und darum empfehlenswertesten Führer bewähren.“

## Bände und ihre Bearbeiter
1. Berlin von Wolfgang von Oettingen
2. Frankfurt a. M. von Paul Ferdinand Schmidt
3. Bremen von K. Schaefer
4. Rothenburg ob der T. von H. Uhde-Bernays
5. Leipzig von Ernst Kroker
6. Danzig von A. Grisebach
7. Luzern, der Vierwaldstätter See und der St. Gotthard von Hermann Kesser
8. Wien von Franz Servaes
9. Lübeck von O. Grautoff
10. Altholland von Joseph Aug. Lux
11. Köln von Egbert Delpy
12. Granada von E. Kühnel
13. Weimar von Paul Kühn
14. Dresden von Willy Doenges
15. Sanssouci von Karl F. Nowak
16. Neapel von Th. v. Scheffer
17. Umbrische Städte (Orvieto, Narni u. Spoleto) von Olga von Gerstfeldt
18. Algerien von Ernst Kühnel
19. Sizilien von Felix Lorenz
20. Augsburg von Pius Dirr
21. Rostock und Wismar von W. Behrend
22. Urbino von P. Schubring
23. Hermannstadt von Wilhelm Bruckner
24. Toledo von M. v. Boehn
25. Mailand von F. Lorenz
26. Brüssel von Fritz Stahl
27. Braunschweig von Jonas P. Meier
28. Basel von E. Major
29. Hamburg von O. Lauffer
30. Halle a. S., von Max Sauerlandt
31. Kassel von Paul Heidelbach
32. Düsseldorf von Heinz Stolz
33. Hannover von Victor Curt Habicht
34. Dessau und Wörlitz von Wilhelm van Kempen
35. Heidelberg von Rudolf Sillib und Karl Lohmeyer[4]
36. Königsberg Pr. von Alfred Rohde